# جون كلوسترمان
جون كلوسترمان (بالألمانية: John Closterman)‏ (1660 - 24 مايو 1711): هو رسام تصويري من فاليا الغربية في أواخر القرن السابع عشر وأوائل القرن الثامن عشر. كان معظم أعماله لوحات النبلاء الأوروبيين وعائلاتهم.

## حياته المهنية
وُلد كلوسترمان في أوسنابروك في الإمبراطورية الرومانية المقدسة (تدعى الآن ولاية سكسونيا السفلى)، وكان والده فنانًا؛ فعلمه أساسيات الرسم.
ذهب كلوسترمان إلى باريس في عام 1679، وعمل لدى فرانسوا دي تروي. وذهب في عام 1681 إلى إنجلترا وعمل لدى جون رايلي إذ رسم صور رايلي على الأقمشة والستائر.
أنهى كلوسترمان العديد من صور رايلي عندما توفي في عام 1691. وبسبب عمله وظفه تشارلز سيمور دوق سومرست السادس لرسم بعض اللوحات. لكن دوق سومرست لم يكن راضيًا عن صورة رسمها له كلوسترمان للرسام الإيطالي جورسينو وأنهى العلاقة. اشترى اللورد هاليفاكس الصورة في النهاية.
دُعي كلوسترمان في عام 1696 إلى محكمة إسبانيا، حيث رسم صورة لملك إسبانيا تشارلز الثاني وزوجته ماريانا من النمسا وآخرين. سافر أيضًا إلى إيطاليا مرتين، حيث اشترى العديد من الأعمال الفنية. وجد كلوسترمان طلبًا كبيرًا على خدماته بين نخبة المجتمع عندما عاد إلى إنجلترا.
تزوج خلال ذلك الوقت من امرأة إنجليزية تدعى هانا. توفيت ودُفنت في 27 يناير 1702. ذكر أرنولد هوبراكن أن كلوسترمان اتخذ في وقت لاحق عشيقة سرقت الكثير من ممتلكاته ثم هجرته. زعم أن هجرها إياه كان السبب بتدهور كلوستيرمان الجسدي والعقلي. ذكر جاكوب كامبو ويرمان: «اتخذ كلوسترمان عشيقة جميلة سرقت ممتلكاته الثمينة وهربت بينما كان خارج البلاد؛ ما أودى بالرسام إلى الجنون».
توفي كلوسترمان في عام 1711 ودُفن في مدفن كنيسة كوفنت غاردن في لندن.

## أعماله
رسم كلوسترمان في عام 1702 صورة كاملة الطول لملكة بريطانيا العظمى آن على فستانها الخاص بحفل التتويج لارتداء التاج وحمل الكرة والصولجان. عُرضت صورة الملكة آن في الأصل في مبنى البلدية في لندن. اختفت الصورة، لكن توجد تحضيرات رسم اللوحة في المعرض الوطني للصور في لندن.
رسم كلوسترمان صورة عائلية لجون تشرشل دوق مارلبورو الأول وزوجته سارة تشرشل دوقة مارلبورو مع أبنائهم الخمسة: جون تشرشل وهو ماركيز بلاندفورد، هنرييتا جودلفين وهي دوقة مارلبورو الثانية، ليدي آن، ليدي إليزابيث، والسيدة ماري تشرشل.